# Sindrome di Foville
La sindrome di Foville (o sindrome pontina tegmentale) è una condizione medica causata dal blocco dei rami dell'arteria basilare che portano sangue alla regione del tronco cerebrale, nota come Ponte di Varolio.

## Storia
La sindrome di Foville è stata inizialmente descritta, nel 1859, da Achille-Louis-François Foville, un medico francese.

## Presentazione
Questa condizione comporta:
- omolateralmente alla lesione:
  - paralisi del VI e VII nervo cranico
  - deficit sensibilità termodolorifiche facciali per interessamento del V nervo cranico
  - atassia, per coinvolgimento del peduncolo cerebellare
- controlateralmente alla lesione:
  - paralisi dei movimenti coniugati dello sguardo laterale, per coinvolgimento del fascicolo longitudinale mediale
  - deficit sensibilità termodolorifiche agli arti, per interessamento del fascio spinotalamico